# Blockchain (компания)
Blockchain.info — обозреватель биткойн-блоков и сервис криптовалютных кошельков (удалённого хранения и использования ключей доступа к криптовалютам). Сервис также позволяет просматривать блокчейн-информацию, например транзакции и хешрейт сети.
Сервис предоставляет по системе «Биткойн» данные о созданных блоках и других параметрах блокчейна, статистику, в том числе в графическом виде. Информация с сайта и ссылки на него часто публикуются в средствах информации и биткойн-форумах.

## Мобильное приложение
Мобильное приложение Blockchain.info для Android позволяет пользователям работать с системой ключей Bitcoin, Bitcoin Cash, Ethereum, в том числе создавать новые транзакции, в то время как просматривать блокчейн — только сети Bitcoin. Имеется возможность обмена криптовалют между собой, благодаря интеграции с сервисом ShapeShift.

## История
Сервис запущен в августе 2011 года.
В декабре 2013 года компания купила ZeroBlock LLC, разработчика мобильного приложения для работы с биткойн.
Blockchain.info стал наиболее посещаемым сайтом по тематике «Биткойн» в 2013 году (более 118 млн просмотров и 3 млн уникальных посетителей в ноябре 2013 года). В январе 2014 года количество биткойн-кошельков на Blockchain.info превысило 1 млн.
В феврале 2014 года Apple Inc. удалила приложение Blockchain.info из iOS AppStore, вызвав публичный протест в биткойн-сообществе, в том числе в сообществе пользователей Reddit В июле 2014 года Apple восстановила приложение Blockchain.info в iOS AppStore..
В октябре 2014 года Blockchain.info получила финансирование в объёме 30,5 млн долларов от Lightspeed Venture Partners и Mosaic Ventures, что стало крупнейшим на то время привлечением финансирования среди криптовалют.
В декабре 2014 года Blockchain.info запустила анонимную скрытую службу в Tor для пользователей, желающих осуществлять транзакции с большей приватностью и меньшим наблюдением посторонних, а также сквозного шифрования.
В начале 2015 года на сервисе зарегистрировано 3 млн пользователей.
В августе 2015 года CEO Blockchain.info Питер Смит был приглашён сопровождать премьер-министра Великобритании Дэвида Кэмерона в ходе поездки по Юго-Восточной Азии для демонстрации местным представителям ведущей роли Великобритании в качестве глобального хаба финансовых технологий. Также в августе 2015 года количество биткойн-кошельков достигло 4 млн.
В мае 2016 года Blockchain.info анонсировал реализацию Lightning Network.
В августе 2016 года количество транзакций через сервис Blockchain.info превысило 100 млн.
В июне 2017 года основатели Blockchain.info объявили о привлечении 40 млн долларов инвестиций.
В июле 2018 года Blockchain.info «переехал» на новый адрес — Blockchain.com. Вместе с этим был произведён редизайн главной страницы сайта. В приложение для IOS добавлена поддержка Bitcoin Cash. Предыдущий адрес доступен для посещения, но все запросы перенаправляются на Blockchain.com
В середине 2018 года количество созданных онлайн-кошельков превысило 25 млн.